# Cerocala masaica
Cerocala masaica är en fjärilsart som beskrevs av George Francis Hampson 1913. Cerocala masaica ingår i släktet Cerocala och familjen nattflyn. Inga underarter finns listade i Catalogue of Life.